# Secure voice
Secure Voice (o secure speech o ciphony) è un termine che indica la crittografia della comunicazioni vocali trasmesse su banda radio, telefonica o IP Voice.

## Storia
Le prime implementazioni delle tecniche di crittografia risalgono alla II Guerra Mondiale, nella quale esse furono adottate per le trasmissioni radiofoniche delle forze armate allo scopo di evitare intercettazioni. Durante gli anni del conflitto, uno dei metodi utilizzati era quello di sommare il rumore (segnale ad una certa frequenza) al segnale analogico vocale per impedire ai nemici di intercettare il contenuto delle comunicazioni. La tecnica si basava sulla non conoscenza della frequenza a cui veniva trasmesso il rumore. Il ricevitore, invece, conoscendola, riusciva ad estrarre il messaggio utile. 
Un sistema molto utilizzato, progettato nei Bell Laboratories, fu il SIGSALY (conosciuto anche come X System Project o "Green Hornet"). Tale sistema prevedeva l'utilizzo di dieci canali compresi in una banda di frequenza tra 250 Hz e i 3 kHz ed altri due canali per il campionamento del segnale vocale e il rumore di fondo. Ogni terminale SIGSALY era equipaggiato con 10 racks che filtravano fino a 55 toni di frequenza. L'equipaggiamento includeva due radiotrasmettitori, uno trasmittente e l'altro ricevente, e in più un giradischi fonografo. 
La voce veniva modulata, attraverso il giradischi, con una tecnica di modulazione FSK (Frequency Shift Keying). Il segnale originale e il segnale modulato venivano poi trasmessi insieme. L'intercettazione poteva avvenire solo ed esclusivamente tramite la demodulazione del segnale modulato.
Oggi le tecniche di criptazione si sono evolute in maniera drastica. La tecnologia digitale ha avuto un forte impatto sul modo di concepire la protezione delle trasmissioni attraverso l'utilizzo di complessi algoritmi. Il livello di sicurezza è fortemente aumentato negli ultimi 40 anni. Una delle tecnologie più recenti è la Sub-Band Coding, in cui vengono utilizzate bande multiple. Il segnale vocale viene suddiviso in tali bande attraverso filtri passabanda centrati a diverse frequenze, all'interno del band range del segnale. I segnali di output generati dai singoli filtri del banco vengono portati in banda base attraverso dei filtri passabasso. Ciò viene fatto per due motivi: diminuire la larghezza di banda e aumentare la velocità di trasmissione (le frequenze più basse sono trasmesse con meno difficoltà). 
Il segnale viene poi modulato con la tecnica PCM (Pulse Code Modulation). Il segnale viene poi multiplexato e inviato alla rete di comunicazione. Dal lato ricevitore, il segnale subisce il procedimento inverso fino all'estrazione del segnale originale.
L'azienda informatica Motorola sviluppò un ulteriore approccio con il sistema Digital Voice Protection (DVP), oggi ancora utilizzato in alcune applicazioni. Il sistema utilizza una tecnica di self-synchronizing encrypting, ovvero di auto-sincronizzazione, conosciuta come Chiper Feedback (CFB). Tale tecnica si basa sulla generazione di circa 2,36 * 1021 chiavi differenti a 32 bit. Si definisce auto-sincronizzante, in quanto la scelta della chiave avviene in maniera del tutto autonoma e casuale. La conoscenza di tali chiavi, nel lato ricevitore, permette di decriptare il messaggio attraverso uno speciale algoritmo, differente da quello del trasmettitore. 
Tale tecnica gode di un'elevata robustezza e sicurezza.